# هنريك لارسن
هنريك لارسن (بالدنماركية: Henrik Larsen)‏، من مواليد 17 مايو 1966 في لينغبي في الدنمارك، لاعب كرة قدم دنماركي سابق، ومدرب كرة قدم حالي.
بدأ مسيرته الكروية مع نادي لينغبي في عام 1985، ولعب معهم حتى عام 1990، وفي عام 1990 انتقل إلى نادي بيزا الإيطالي، ولعب معهم حتى عام 1993، ولكن في موسم 1991/1992 أعير إلى نادي لينغبي، وفي عام 1993 أعير إلى نادي أستون فيلا الإنجليزي، وفي موسم 1993/1994 لعب مع نادي والدهوف مانهيم الألماني، وشارك معهم في 33 مباراة وسجل 5 أهداف، وفي عام 1994 انتقل إلى نادي لينغبي، ولعب معهم حتى عام 1996، وفي عام 1996 انتقل إلى نادي كوبنهاغن، ولعب معهم حتى عام 1999، وشارك معهم في 60 مباراة وسجل 6 أهداف.
و قد لعب مع منتخب الدنمارك لكرة القدم بين عامي 1989 و1996، وشارك معهم في 39 مباراة دولية وسجل 5 أهداف.
و بعد أن أعتزل كرة القدم توجه إلى التدريب، ففي عام 2000 درب نادي أويستيك حتى عام 2002، ومنذ عام 2002 وحتى عام 2005 كان يدرب منتخب جزر فارو لكرة القدم، وهو الآن مدرب نادي كوجه بولدكلوب.

## روابط خارجية
- هنريك لارسن على موقع IMDb (الإنجليزية)
- هنريك لارسن على موقع قاعدة بيانات كرة القدم.إي يو (الإنجليزية)
- هنريك لارسن على موقع بيانات كرة القدم. دي إي (الألمانية)
- هنريك لارسن على موقع ناشيونال فوتبول تيمز (الإنجليزية)
- هنريك لارسن على موقع عالم كرة القدم.نت (الإنجليزية)